# Hermann Matern
Hermann Matern (n. 17 iunie 1893, Burg, Landkreis Jerichow I⁠(d), Germania – d. 24 ianuarie 1971, Berlinul de Est, RDG) a fost un important om politic comunist în Republica Democrată Germană.
Hermann Matern s-a născut la Burg, în apropierea orașului Magdeburg, în familia unui muncitor. În primul război mondial a luptat în armata germană pe frontul de vest. După ce din fragedă tinerețe a adoptat ideologia socialistă, în 1919 a fost unul din fondatorii Partidului Comunist German. După ce a deținut diverse funcții de partid, a studiat în 1928 -1929 la Școala Internațională Lenin de la Moscova. În aprilie 1922 a preluat conducerea partidului comunist în Pomerania. În iulie 1933 a fost arestat dar în septembrie 1934 a evadat din detenție și a emigrat în diferite țări iar în aprilie 1941 a ajuns în URSS, unde a studiat și a predat la Școala Centrală a Cominternului din Krasnogorsk. În 1945 a fost adus de trupele sovietice la Dresda și a fost numit șeful partidului comunist din Saxonia; ulterior, a fost numit la Berlin.
Hermann Matern a fost un aliat politic devotat al lui Walter Ulbricht și membru al conducerii partidului comunist din RDG. În 1954, Hermann Matern a fost decorat cu Ordinul Karl Marx.